# كانيافيرال (إسبانيا)
بلدية كانيافيرال (بالإسبانية: Cañaveral)‏، هي بلدية تقع في مقاطعة قصرش والتي تقع في منطقة إكستريمادورا، غرب إسبانيا.
يبلغ عدد سكانها 1.357 نسمة وفقاً لإحصائية سنة (2002).